# Utaperla sopladora
Utaperla sopladora är en bäcksländeart som beskrevs av William Edwin Ricker 1952. Utaperla sopladora ingår i släktet Utaperla och familjen blekbäcksländor. Inga underarter finns listade i Catalogue of Life.